# Martim Pais Dade
Martim Pais Dade (1200 -?) O velho, filho de Paio Viegas Dade, foi um nobre e cavaleiro medieval do Reino de Portugal.

## Matrimónio e descendência
Casou por duas vezes, a primeira com Maria Raimundes de Riba Vizela(m. 16 de Junho de 1251) filha de Reimão Pais de Riba de Vizela (1130 -?) e de Sancha Pais Correia, de quem teve:
- Paio Martins Dade, aparece a partir de 1234 na documentação e antes de 1246 vendeu com seu irmão Martim uma vinha em San Martinho do Conde;[2]
- Martim Martins Dade (m. c. 1290) foi alcaide-mór de Santarém e casado por três vezes,a primeira com Sancha de Santarém, a segunda com Urraca Lourenço da Cunha e a terceira com Teresa Fernandes de Seabra filha de Fernão Garcia de Seabra e de Mór Fernandes,[3]
- Maria Martins Dade casada com Martin Anes de Fermoselhe.[2]
- Gonçalo Martins Dade, documentado em março de 1222 como proprietário de uns moinhos em Alenquer.[2]

O segundo casamento foi com Urraca Pires de Aguiar, filha de Pero Mendes de Aguiar e de Estevainha Mendes de Gundar, de quem teve:
- Pedro Martins, O Nata,[1]
- Dordia Martins Dade,[1] casou com Estevão Vasques de Antas,
- Marinha Martins Dade casou com Soeiro Anes de Paiva,[1]
- Sancha Martins[1]